# Navia angustifolia
Navia angustifolia là một loài thực vật có hoa trong họ Bromeliaceae. Loài này được (Baker) Mez mô tả khoa học đầu tiên năm 1896.